# 족하
족하(足下)는 공식, 비공식 등에서 아주 가까운 곳이란 뜻으로 전하여 편지글 등에서 가깝고 대등한 사람에 대한 경칭으로 쓰인다. 삼국사기에서는 견훤과 왕건이 서로를 '족하'라고 칭한 기록이 있다.
한편 집안의 아랫사람에게 붙이던 용어로 활용되다가 대한제국 멸망 이후 자주 쓰이지 않게 되었으며, 일부 편지문에서 활용된다. 이 단어가 굳어져서 된 단어가 한국어 조카이다. 조카는 자신의 형제, 자매, 사촌, 육촌 등 비슷한 세대의 자녀들에게 일반적으로 쓰이고 있다.

## 같이 보기
- 폐하
- 전하
- 각하
- 합하
- 저하